# Cyphostemma allophyloides
Cyphostemma allophyloides är en vinväxtart. Cyphostemma allophyloides ingår i släktet Cyphostemma och familjen vinväxter.

## Underarter
Arten delas in i följande underarter:
- C. a. allophyloides
- C. a. karuraense